# Kwantumchemie
De kwantumchemie is het deelgebied van de natuurkunde en de theoretische scheikunde dat tracht chemische verschijnselen zoals chemische binding, spectroscopie en katalyse te beschrijven met behulp van de kwantummechanica.
Daar het ondoenlijk is om dit exact te doen (zelfs de schrödingervergelijking is een benadering die relativistische effecten verwaarloost), hebben benaderingsmethoden altijd een grote rol gespeeld binnen de kwantumchemie. Aanvankelijk waren dat analytische benaderingen en "intuïtieve" modellen, zoals de hybridisatietheorie van Pauling, maar met het beschikbaar komen van krachtige computers konden de benaderingen steeds complexer en nauwkeuriger worden. Het vakgebied is dan ook sterk verweven met dat van de computationele chemie.

## Ontstaan

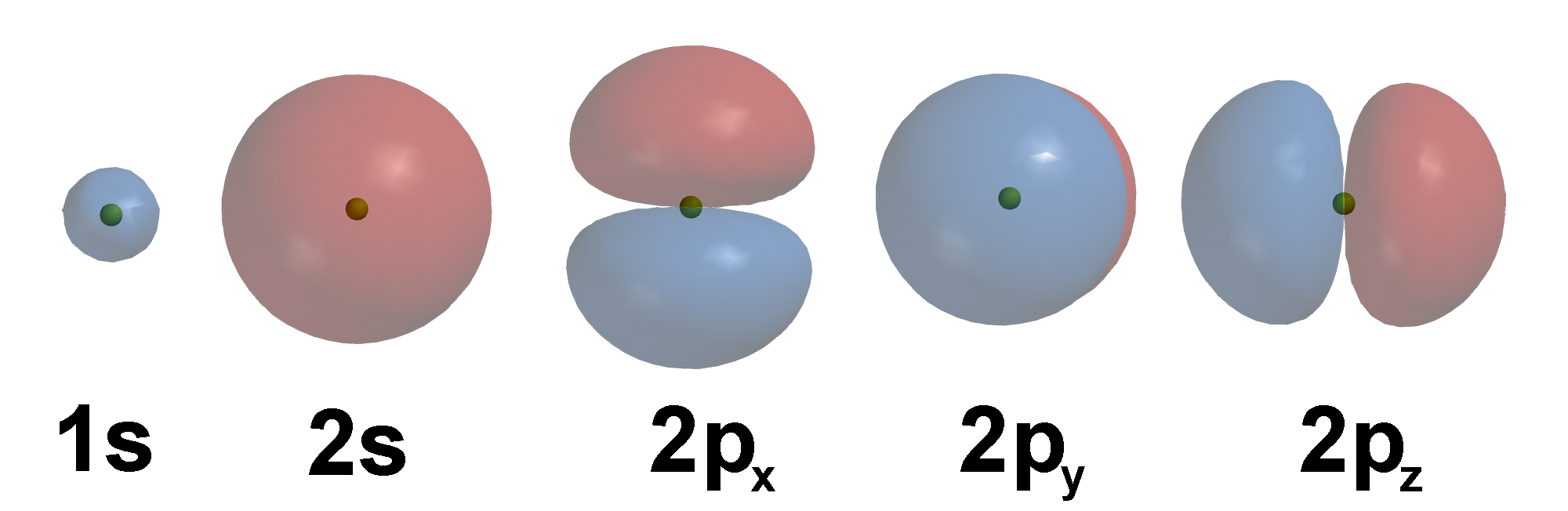
De vorm van de verschillende atomaire orbitalen. De kleuren geven tegenovergestelde fasen in de golffunctie aan.

Methaan (CH_{4}) beschreven in termen van gehybridiseerde atomaire orbitalen: elk van de "lobben" van het centrale koolstofatoom is een som van een 1s-orbitaal met een of meer 2p-orbitalen.

Bij het min of meer gereedkomen van het formalisme van de kwantummechanica in de jaren 20 van de twintigste eeuw werden de eerste pogingen ondernomen om moleculaire systemen op kwantummechanische wijze te beschrijven. Het exact oplossen van de schrödingervergelijking was daarbij al niet meer aan de orde: alles wat ingewikkelder is dan een waterstofatoom kan niet exact analytisch worden opgelost.
Een van de eerste problemen waar men in ieder geval een benaderde oplossing kon geven (in 1927) was het eenwaardig positief geladen moleculair waterstofion H2+ met behulp van de Born-Oppenheimerbenadering. Omdat het proton zo'n 1800 maal zwaarder is dan het elektron, kan men in goede benadering aannemen dat op de relevante tijdsschalen voor de elektronen, de protonen stilstaan. Men kan dan voor gegeven posities van de protonen de golffunctie van de elektronen uitrekenen en de bijbehorende elektronische energie. Vervolgens kan men dan de posities van de protonen variëren tot men de minimale totale energie heeft gevonden.
Rond 1930 kwamen de op orbitalen gebaseerde benaderingen op. Een orbitaal is een min of meer intuïtieve beschrijving van de golffuncties van een individueel elektron rond een positief geladen atoomkern, alsmede de naam voor die golffuncties zelf. Om moleculen en bindingen te beschrijven, kan men de golffuncties van de elektronen in zo'n molecuul beschrijven in termen van (atomaire) orbitalen. Twee "concurrerende" theorieën uit die tijd zijn de molecuulorbitaaltheorie, waarbij de moleculaire orbitalen zich over het gehele molecuul kunnen uitstrekken en die geschikt is om gedelokaliseerde systemen te beschrijven, en de valentiebindingstheorie, die aanschouwelijker is en werkt met "intuïtieve" begrippen als hybridisatie van orbitalen en resonantie.

## Moderne methoden
De meeste moderne op orbitalen gebaseerde berekeningsmethoden gebruiken moleculaire orbitalen.
Daarbij past men vaak de Hartree-Fockmethode toe, die al in de jaren dertig werd ontwikkeld, maar pas na 1950 daadwerkelijk werd toegepast, met het beschikbaar komen van digitale computers. De Hartree-Fockmethode (HF) is niet zozeer een volledige methode, maar een manier om de golffunctie van een veeldeeltjessysteem te benaderen als een bepaald soort som (een Slaterdeterminant) over producten van eendeeltjesgolffuncties (in een molecuul zijn dit de moleculaire orbitalen). Men kan vervolgens de precieze vorm van de moleculaire orbitalen variëren tot men de oplossing met de laagste energie heeft gevonden, en dit is dan de beste benadering binnen de HF-methode. Deze moleculaire orbitalen worden op hun beurt vaak benaderd als lineaire combinatie van atoomorbitalen, de LCAO-methode, en men zoekt dan de set coëfficiënten in deze lineaire combinatie die de laagste HF-energie geven. Het uitrekenen van deze energie is op zichzelf een niet-triviale opgave en er bestaan verschillende benaderingen voor, afhankelijk van welke "integralen" men verwaarloost, of vervangt door een empirisch bepaalde waarde (zogeheten semi-empirische methoden). Ook zijn er verschillende manieren om de atomaire orbitalen uit te drukken in eenvoudige basisfuncties.
Los van de op HF gebaseerde methoden is er de zogeheten dichtheidsfunctionaaltheorie. Hier vervangt men als het ware het idee van een golffunctie door een elektronendichtheid, die dan vaak wel weer in termen van orbitalen wordt benaderd.
Naast de eerder benoemde LCAO methode zijn er ook andere basis sets die gebruikt worden in moderne methodes. De LCAO methode is vaak de keuze voor moleculaire berekeningen, in vastestofchemie worden daarintegen vaak plane waves gebruikt.